# Комитет США по правам человека в Северной Корее
Комитет США по правам человека в Северной Корее (англ. U.S. Committee for Human Rights in North Korea, сокр. HRNK) — неправительственная организация в США, занятая изучением и распространением информации о ситуации с правами человека в КНДР. Была основана в октябре 2001 года.

## Цели организации
Согласно официальному сайту организации, она ставит перед собой следующие цели:
1. Закрытие северокорейских концлагерей.
2. Открытие границ Северной Кореи.
3. Информирование граждан КНДР.
4. Способствовать созданию некоего «кодекса поведения» у компаний, инвестирующих в Северную Корею.
5. Способствовать тому, чтобы правозащитные организации и независимые СМИ получили возможность въезда в КНДР.
6. Накормить голодающих в Северной Корее.
7. Способствовать северокорейским властям, если они будут предпринимать усилия по улучшению ситуации с правами человека[1].

## Публикации Комитета
HRNK выпустил четыре публикации, посвященные проблемам северокорейских концлагерей, голода в КНДР и беженцев из Северной Кореи.

## Внешние ссылки
- U.S. Committee for Human Rights in North Korea. About the Committee for Human Rights in North Korea (англ.). — Официальный сайт организации. Дата обращения: 15 октября 2010. Архивировано из оригинала 3 июня 2011 года.
- David Hawk. The Hidden Gulag: Exposing North Korea’s Prison Camps. Prisoners’ Testimonies and Satellite Photographs (англ.). U.S. Committee for Human Rights in North Korea. — «Скрытый Гулаг» — исследование Комитета по проблеме концлагерей в Северной Корее. Дата обращения: 10 июня 2009. Архивировано из оригинала 4 ноября 2003 года.